# Рамсботем, Питер, 3-й виконт Соулбери
Питер Рамсботем, 3-й виконт Соулбери (англ. Peter Edward Ramsbotham, 3rd Viscount Soulbury, 8 октября 1919 — 9 апреля 2010, Нью-Элресфорд, Гэмпшир, Великобритания) — британский государственный и колониальный деятель, губернатор Бермудских островов (1977—1980).

## Биография
Окончил Итон и колледж Магдалины (Оксфорд).
Во время Второй мировой войны служил в разведке.
После войны поступил на дипломатическую службу.
В 1963—1967 гг. — руководитель канцелярии в посольстве в Париже.
В 1969—1971 гг. — Верховный комиссар Великобритании на Кипре.
В 1971—1974 гг. — посол в Иране,
в 1974—1977 гг. — посол в США. Представлял страну в разгар Уотергейтского скандала.
В 1977—1980 гг. — губернатор Бермудских островов.
Был известен своей благотворительной деятельностью, являлся попечителем Фонда Леонарда Чешира (1981—1994) и председателем фонда Ryder-Cheshire (1982—1999).
В 2004 г. унаследовал титул виконта Соулбери.

### Личная жизнь
Его первый брак был с Фрэнсис Мари Мэсси Бломфилд. Они поженились 30 августа 1941 года и их брак закончился её смертью в 1982 году.